# Pogonocherus penicillatus
Pogonocherus penicillatus là một loài bọ cánh cứng trong họ Cerambycidae.